# Як козаки наречених визволяли
«Як козаки́ нарече́них визволя́ли» — анімаційний мультфільм студії «Київнаукфільм», знятий у 1973, як третій із серії «Козаки».
У цій серії прозвучали авторські пісні на слова Юрія Рибчинського та музику Ігоря Поклада.

## Сюжет
Пірати викрали українських дівчат, які саме ворожили на Івана Купала, і козаки Тур, Грай та Око вирушають на порятунок. Вони пливуть на «чайці», тоді як пірати на своєму галеоні випереджають козаків. На шляху до свого лігва пірати грабують Стародавню Грецію, Давній Єгипет та Індію.
Козаки досягають острова піратів, де переодягаються піратами й відволікають банду музикою. Дівчата впізнають, що це Тур, Грай та Око та вирішують підіграти, запросивши піратів на танець. Під час танцю вони заманюють лиходіїв до підвалу, де козаки закривають піратів і тікають з острова разом з дівчатами. Намагаючись вибратися, пірати підривають порох і їхній острів розлітається на друзки. Капітана викидає на маленький безлюдний шматочок суші.

## Нагороди
- Друга премія «Срібний сестерцій» IV Міжнародного кінофестивалю в місто Ньйон, Швейцарія, 1973 рік.

## Знімальна група
- Автори сценарію: — Володимир Капустян
- Сценарист: Володимир Капустян
- Слова пісень: Юрій Рибчинський
- Композитор: Ігор Поклад
- Художники-мультиплікатори:
- Адольф Педан, Микола Бондар,
- Марк Драйцун, Юрій Мещеряков,
- Олександр Вікен, Ельвіра Перетятько,
- Сергій Березовська, Давид Черкаський,
- Сергій Дьожкін, Олексій Букін,
- Володимир Ємельянова
- Оператор: Анатолій Гаврилов
- Звукооператор: Ізраїль Мойжес
- Редактор: Світлана Куценко
- Директор фільму: Іван Мазепа